# رضا حکمت
رضا حکمت ملقب به سردار فاخر (۱۲۶۹ شیراز – ۱۳۵۶ تهران) سیاست‌مدار دوره قاجار و پهلوی، پنج دوره رئیس مجلس شورای ملی و برای مدت کوتاهی نخست‌وزیر ایران بود.

## زندگی‎
او تحصیلات اولیه را در مدرسه علمیه تهران به پایان برد و سپس به شیراز رفت و در محضر اساتیدی چون حکیم الهی ادبیات فارسی و عربی و زبان فرانسه را فرا گرفت. او پس از استبداد صغیر به ایران آمد و حزب دموکرات در شیراز را تأسیس کرد. در جنگ جهانی اول به مبارزه پرداخت و از سوی مخبرالسلطنه والی شیراز به فاخرالسلطنه ملقب گردید. او پس از چندی به تهران آمد.
در هنگام انعقاد قرارداد ۱۹۱۹ به مخالفت با وثوق الدوله برخاست و برای مدتی تبعید شد. سپس از آباده به نمایندگی انتخاب و برای نخستین بار وارد مجلس شد. انتخابات دوره چهارم در آباده بسیار پرمناقشه و جدل‌انگیز و نسبت به عدم سلامت و اعمال نفوذ در آن اعتراضهای زیادی در مجلس شد تا اینکه سرانجام با اعزام نماینده‌ای از مجلس، انتخابات برگزار و سردار فاخر در حالی وارد مجلس شد که بیش از یک سال از آغاز دوره می گذشت. اعتبار نامه او در دوازدهم آبان ۱۳۰۱ به تصویب رسید. او در دوره پنجم مجلس شورای ملی نیز کرسی نمایندگی آباده را حفظ کرد و از حامیان انقراض قاجاریه و روی کار آمدن پهلوی بود. در زمان رضا شاه در دوره هفتم (سال ۱۳۰۷) از شیراز و در دوره هشتم بار دیگر از آباده به مجلس رفت و سپس حاکم یزد، گرگان و والی کرمان شد.
سردار فاخر زمان محمدرضا پهلوی در دوره چهاردهم مجلس شورای ملی از شیراز به وکالت رسید و حزب سوسیالیست را با همکاری محمدصادق طباطبایی و سهام‌السلطان بیات ایجاد کرد. در دوره پانزدهم مجلس شورای ملی به وکالت و نیز ریاست مجلس رسید. او در همین زمان سمت نخست‌وزیری را بر عهده گرفت ولی پس از مدت چند روز استعفا کرد. او در سال ۱۳۳۳ رئیس مجلس هجدهم شد و این عنوان را تا پایان مجلس بیستم حفظ کرد. در سال ۱۳۴۰ مجلس برای مدتی تعطیل شد و پس از بازگشایی مجلس او دیگر به صحنه سیاست بازنگشت.

## اندیشه سیاسی
زندگی سیاسی رضا حکمت را می‌توان به دو دوران متفاوت از هم تقسیم کرد؛ دوران اول فعالیت‌های سیاسی او که در دوران مشروطه و حکومت رضاه شاه پهلوی گذشت، بیشتر بر پایه تلاش برای آزادی و توسعه ایران بوده است. او به هنگام حکمرانی گرگان، یزد و کرمان همین اهداف را پیگیری می‌کرد. در این دوره او به عنوان یک مذاکره کننده برای حل مشکلات سیاسی نیز حضور داشته و در جریان جنبش جنگل راهی گیلان شد.
نیمه دیگر فعالیت‌های سیاسی رضا حکمت دوران فرصت‌طلبی سیاسی بود؛ او در دهه ۲۰ که تبدیل به یک سیاستمدار مهم شده بود و ریاست مجلس شورای ملی را بر عهده داشت، تلاش می‌کرد دایره نفوذش را گسترش دهد؛ دوستی حکمت و قوام در همین دوره عمیق‌تر می‌شود و در دوره مجلس ۱۴ که سردار فاخر از شیراز وکیل شده بود، برای نخست وزیری قوام خیلی فعالیت کرد و به همین دلیل در دوره ۱۵ با اینکه نمایندگانی از قبیل تقی‌زاده و ساعد مراغه‌ای و ملک‌الشعرای بهار در مجلس بودند، با فشار قوام، سردار فاخر حکمت به ریاست انتخاب شد.

## مرگ
رضا حکمت در سال‌های آخر عمر بیماری فراموشی گرفت و گاهی بی‌هدف در خیابان قدم می‌زد و با خود سخن می‌گفت و در نهایت در سال ۱۳۵۶ درست یکسال پیش از انقلاب ایران در سن ۸۷ سالگی درگذشت.